# Louis Treumann
Louis Treumann (Viena, 3 de marzo de 1872-Theresienstadt, 5 de marzo de 1943) fue un actor y tenor de opereta austríaco. 

## Biografía
Nació el 3 de marzo de 1872 en Viena, recibiendo el nombre de Alois Pollitzer, y murió el 5 de marzo de 1943 en Theresienstadt. Era hijo de mercaderes judíos. Sus primeros años sobre el escenario tuvieron lugar en teatros de segundo orden, pero en 1899 fue contratado por el Carltheater de Viena donde en 1899 estrenó Wiener Blut con música de Johann Strauss hijo y en 1902 Der Rastelbinder de Franz Lehár compartiendo protagonismo con la popular soprano Mizzi Günther, un acontecimiento que supuso su verdadero trampolín artístico.

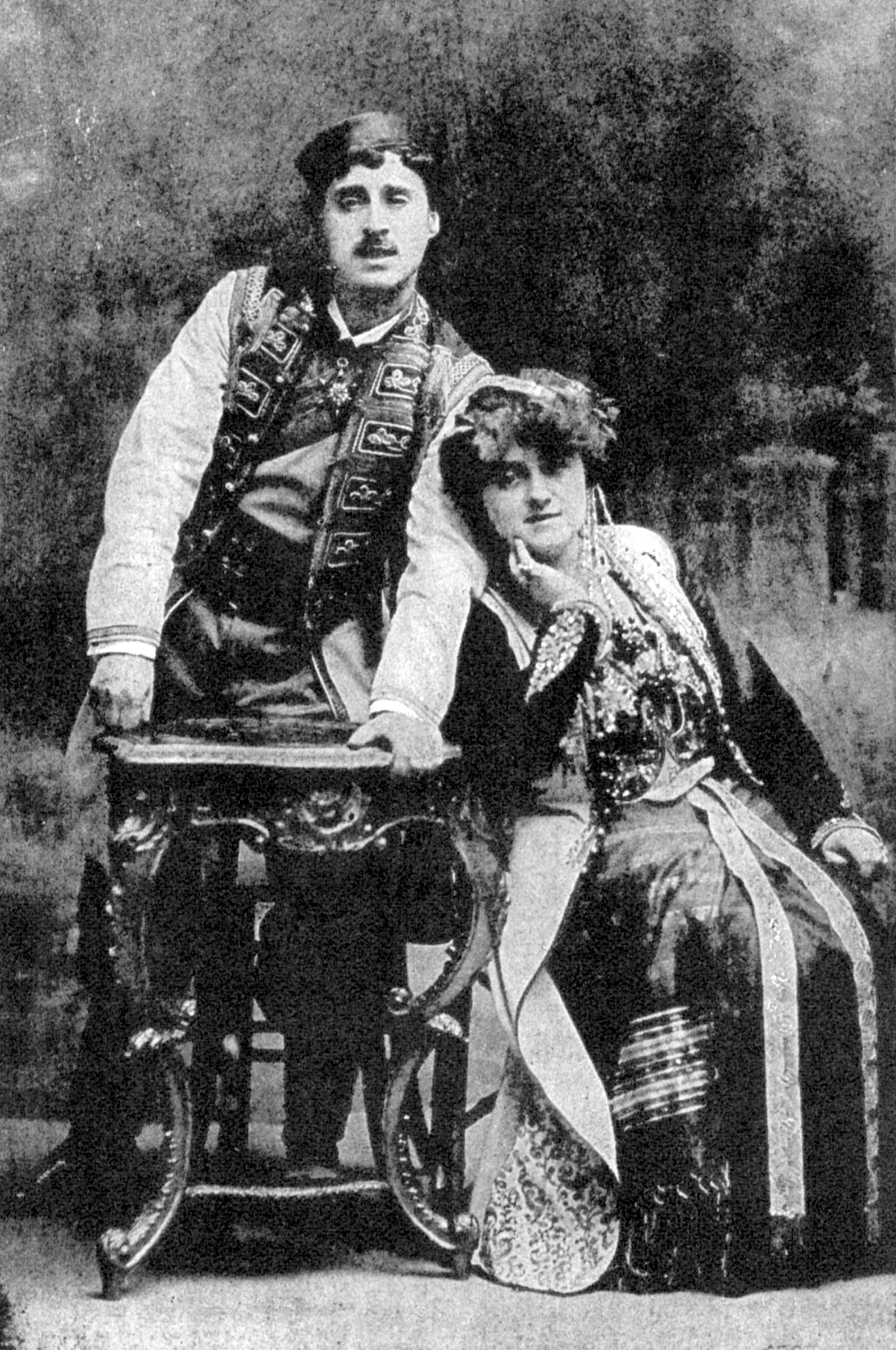
Treumann con Mizzi Gunther en La viuda alegre, 1906

En 1905 interpretó el papel del conde Danilo Danilovitsch en Die lustige Witwe (La viuda alegre) de Lehár en su estreno en el Theater an der Wien -una de las operetas más representadas de todos los tiempos- lo que le catapultó a una enorme popularidad. Otros grandes títulos de opereta en cuyos estrenos absolutos en este mismo teatro participó Treumann fueron Die Dollarprinzessin y Der fidele Bauer, ambas de 1907 y con partitura de Leo Fall y Der Graf von Luxemburg (1909) y Eva (1911) firmadas por su compositor fetiche, Franz Lehár. En el Carltheater por su parte dio a conocer Die Bajadere de Emmerich Kálmán (1921) o Mädi de Robert Stolz (1923).
Durante la segunda mitad de la década de 1920 apareció en varias películas, como Der Rastelbinder (1927), Flucht in die Fremdenlegion (1929), Spiel um den Mann (1929), Trust der Diebe (1929), Katharina Knie (1929) y Die Warschauer Zitadelle (1930). Durante la década de 1930, como judío, sus oportunidades de actuar se fueron reduciendo y su aparición final fue en 1935. 
En 1942 fue arrestado y llevado a un campo de tránsito. Su colega, el actor Theo Lingen, pudo liberarlo, pero poco después fue arrestado nuevamente. En los años siguientes estuvo inscrito en listas repetidamente para ser llevado a un campo de concentración, pero en cada ocasión fue salvado por amigos influyentes como Franz Lehár. Sin embargo, el 28 de julio de 1942, a los 70 años, Treumann fue finalmente deportado a Theresienstadt junto con su esposa Stefanie. Ella murió solo dos meses después y su fallecimiento sumió a Treumann en una profunda depresión. Unos meses más tarde, el 5 de marzo de 1943, todavía en el campo de concentración de Theresienstadt, él también murió. 
En 1955 recibió su nombre la calle Treumanngasse en el distrito de Hietzing de Viena.